# Latvian-Estonian Basketball League
La Latvian-Estonian Basketball League, o Lega Lettone-Estone, è la massima competizione per club di Lettonia ed Estonia.

## Storia
La Lega venne fondata nel 2018 dopo la fusione della Latvijas Basketbola Līga con la Korvpalli Meistriliiga con l'iscrizione di 15 club professionistici. Il 9 aprile 2019 il Ventspils vinse la prima edizione della competizione.
La prima partita è stata disputata il 28 settembre 2018, con i campioni di Estonia, il Kalev/Cramo, che hanno ospitato i campioni di Lettonia del Ventspils.

## Formato
La Lega Lettone-Estone è attualmente organizzata in 2 fasi:
- La Regular Season, la prima fase, un unico girone dove le squadre si incontrano in partite di andata-ritorno, al termine delle quali le prime otto squadre avanzano ai playoff.
- I Play-off, dove quarti di finale e le semifinali si giocano al meglio delle 3 partite, mentre la finale per il titolo e la finale per il terzo posto si giocano su gara secca, in casa della squadra meglio classificata al termine della stagione regolare. In più si disputano dei playoffs per determinare i campioni nazionali di Lettonia ed Estonia.

## Albo d'oro
| 2018-2019 | Ventspils     | 102 - 80      | VEF Rīga      | Rihards Lomažs, Ventspils   |               |               |               |
| 2019-2020 | Non assegnato | Non assegnato | Non assegnato | Non assegnato               | Non assegnato | Non assegnato | Non assegnato |
| 2020-2021 | Kalev/Cramo   | 86 - 75       | VEF Rīga      | Maurice Kemp, Kalev/Cramo   |               |               |               |
| 2021-2022 | VEF Rīga      | 95 - 64       | Viimsi        | Jalen Riley, VEF Rīga       |               |               |               |
| 2022-2023 | Prometej      | 77 - 62       | VEF Rīga      | Gian Clavell, Prometej      |               |               |               |
| 2023-2024 | Prometej      | 91 - 83       | Kalev/Cramo   | Gian Clavell, Prometej      |               |               |               |
| 2024-2025 | VEF Rīga      | 88 - 82       | Rīgas Zeļļi   | V"jačeslav Bobrov, VEF Rīga |               |               |               |

## Vittorie per club
| Club        | Titolo | Città       | Anno       |
| ----------- | ------ | ----------- | ---------- |
| Prometej    | 2      | Kam"jans'ke | 2023, 2024 |
| VEF Rīga    | 2      | Riga        | 2022, 2025 |
| Ventspils   | 1      | Ventspils   | 2019       |
| Kalev/Cramo | 1      | Tallinn     | 2021       |

## Record
I giocatori che detengono il numero maggiore di edizioni vinte sono:
| Nome          | Club                       | Vittorie | Anni                      |
| ------------- | -------------------------- | -------- | ------------------------- |
| Māris Gulbis  | Ventspils (1) VEF Rīga (2) | 3        | 2018-19, 2021-22, 2024-25 |
| Issuf Sanon   | Prometej (2) VEF Rīga (1)  | 3        | 2022-23, 2023-24, 2024-25 |
| Illja Sydorov | Prometej (2) VEF Rīga (1)  | 3        | 2022-23, 2023-24, 2024-25 |

L'allenatore che detiene il numero maggiore di edizioni vinte è:
| Nome               | Club                          | Vittorie | Anni             |
| ------------------ | ----------------------------- | -------- | ---------------- |
| Roberts Štelmahers | Ventspils (1) Kalev/Cramo (1) | 2        | 2018-19, 2020-21 |
| Ronen Ginzburg     | Prometej (2)                  | 2        | 2022-23, 2023-24 |